# 国民協同党
国民協同党（こくみんきょうどうとう）は、日本にかつて存在していた政党。

## 党史

### 結党
中道政党の協同民主党と国民党に無所属倶楽部の一部が加わって結成される。資本主義・社会主義に対する第三の道としての協同組合主義（協調組合主義）を綱領に掲げた。その他、綱領には議会主義・人道主義、政策大綱として中央集権の排除・農山漁村の近代化などを掲げたが、党の総体は保守的な傾向が強かった。結党当初の幹部は常任委員会議長に岡田勢一、書記長に三木武夫、政務調査会長に船田享二など。
結党直後に行われた衆参両院の選挙戦では、「階級闘争でもなく現状維持でもない、相互の人格と立場とを尊重し協同する中道路線」を訴えた。しかし、結党1ヶ月という準備不足に加え、中道路線が「片足を社会党に、もう片方の足を自由党・民主党に突っ込むよう」な、どっちつかずの姿勢に見られ、4月20日の第1回参議院議員通常選挙では10議席、25日の第23回衆議院議員総選挙では31議席と、両院ともに第4党に留まった。

### 連立与党期間
しかし、国民協同党は選挙後の政局でキャスティング・ボートを握った。衆議院では左派系の日本社会党、保守系の日本自由党と民主党（連立与党）の上位三党が議席数3割弱でほぼ横一線で並び、更に参議院では3党拮抗に加え、無所属の議員が半数を占めた。選挙後に三木は社会党書記長の西尾末広と協議を行い、5月7日の両院議員総会にて、民族の危機を克服し、政局の収拾を図るために社会、自由、民主、国民協同の四党連立挙国一致政権の樹立が望ましく、首班は第一党の社会党から出るべきであるとの三木と西尾の会談報告を了承した。4党は連立協議に入ったが、生産復興のための統制経済を容認できなかったことなどから自由党が離脱、5月30日に社会党、民主党、国民協同の三党連立により片山内閣が成立した。閣僚ポストの数は当初議席数から見て1プラス法制局長官の1.5と考えられていたが三木の粘り強い交渉の結果、代議士会長笹森順造も国務大臣として入閣したことによって国民協同党は2ポストを確保した。
6月30日の第二回党大会の席で、中央委員長に三木、書記長に岡田が選ばれた。党大会の席で三木は協同主義による政策を国民の前に明らかにして、理解を求めていくと抱負を述べた。更に三木は委員長として協同主義協会の事務所を自らの事務所内に置き、7月5日に行われた協同主義協会の第一回会合に参加した。
連立政権は成立後約半年を経た同年秋になると3党間、そして社会党、民主党の内部対立が目立ってきた。特に社会党内は左右の対立が激化し、右派の中でも西尾と平野力三農相との対決が深まっていた。民主党は11月、臨時石炭鉱業管理法をめぐり幣原喜重郎らが離党する。
民主党党首の芦田は、9月から10月にかけて国民協同党へ合同を呼びかけていた。このときの三木は国民協同党が民主党に吸収合併される形の合同に反対した。しかし社会党内の対立激化、民主党から幣原派が離脱するという連立与党内の混乱に加え、国民協同党の一部と日本農民党、社会党の平野らのグループが新党運動を開始したのを見て、このまま手を拱いていれば国民協同党を維持できないと判断した三木は、かねてから協同民主主義を唱え秋田大助や赤沢正道らが師事していた矢部貞治をブレーンとして迎え入れ、新党結成を目的として国民協同党、日本農民党などの有志を糾合して新政治協議会を創設、更に1948年（昭和23年）1月3日、芦田に対して合同を持ち掛けるという反転攻勢に出た。
三木や矢部は社会党との関係を重視していた。当時の芦田は社会連帯主義と修正資本主義を提唱していて、社会党との連携にも積極的であり、協同民主主義を唱えていた三木との接近は自然な成り行きであった。しかし中道勢力の結集は容易なことではなかった。2月10日に片山内閣が総辞職すると後継政権のあり方をめぐって、民主党内で斎藤隆夫らが社会党と手を切り自由党と連立すべきと主張するという内紛が勃発した。一方国民協同党、新政治協議会も同じようなトラブルに見舞われていた。平野ら全国農民組合派が新政治協議会に加入して、三木が主導していた新党結成の動きをいわば乗っ取る動きを見せ、国民協同党内でも早川崇らが離党の上それに同調しようとしていた。三木は新政治協議会の活動を休止させ、最終的には自由党の吉田茂を首班に推す全農派と芦田を推す国民協同党側が袂を分かつことで決着がついた。
三木は片山内閣崩壊直後、社会・民主連合を選択するか自由・民主連合につくか迷っていた。これは早川らの離党の動きがある中で、まずは国民協同党の組織防衛を最優先とせざるを得ず、社会・民主・国民協同の連立の枠組維持まで手が回らなかったためである。結局2月14日の代議士会で民主党支持で党内はまとまり、社会党も左派が芦田首班に合意した。窮地に陥った社会、民主、国民協同の三党連立が維持できた背景には、自由党を右翼保守と見なしていたGHQ民政局の支援があった。斎藤らが民主党から離党したため、衆議院では芦田が首班指名されたものの、参議院は吉田が指名された。首班指名では衆議院の議決が優先されるため、芦田が首相に任命され、3党連立の枠組みは維持される。組閣にあたっては三木は党務に専念するために自身の入閣を固辞、代わりに票田の農村を抑えるべく、農相ポストを要求した。しかし結局、連立の維持が何よりも重要であるという判断に基づき農相ポストは譲り、岡田が運輸大臣、船田享二が行政調査部総裁に就任した。
しかし政権発足直後に自由党は民主党からの離党者などを迎え入れて民主自由党を結成され、衆議院第一党に躍り出る。政権内でも副総理となった西尾に届出がない政治献金が発覚、予算修正問題では社会党に下野論が噴出するなど、ガタガタの状態に陥る。三木は芦田、西尾と相談の上、7月5日に中央政治連盟の構想を発表した。極右・極左を排した中道政治の実現を目指し、民主・国民協同の両党を中心として社会党の右派・民自党の一部を巻き込んだ政治勢力の結集を図ることであった。危機を前に再び中道勢力の結集を図ったのである。しかし国民協同党内も一枚岩でない情勢下では三木の構想の実現は困難であった。8月半ばに三木は芦田に民主党と合同できない旨を伝えた。その後昭和電工事件が引き金となり、10月7日に芦田内閣は総辞職する。
後継の候補は、3党の内残った国民協同党の三木と、民自党の吉田であった。10月9日に三木と会見した連合国軍最高司令官ダグラス・マッカーサーは三木に首相就任を打診するが、当時は社会党・民主党ともに党内がゴタゴタの状態で、3党の枠組みが長続きする保証がなかった。結局三木は憲政の常道を理由に首相就任を辞退し、第2次吉田内閣の発足に至る。

### 下野と党勢衰退、解党
1949年1月23日の第24回衆議院議員総選挙では、3党連立政権のゴタゴタに嫌気がさした有権者の票が民自党に集中し、単独過半数を獲得する。国民協同党は14議席にとどまり、左派系の不満票を集めて躍進した日本共産党にも抜かれて第5党に転落した。選挙後、民主党内では民自党との連携を進める連立派と、芦田ら野党派の対立が激化する。このような中、苫米地義三は三木に対して民主党が分裂した場合に援助を要請し、三木は了承した。2月18日、芦田は三木に対し、犬養健ら連立派と野党派の色分けがはっきりしたら国民協同党と合併したいが、社会党との提携は時期尚早であると伝え、三木は芦田に対して社会党の右派くらいまで政策を持っていくべきと主張した。その後芦田は6月に西村榮一から中道政治の復活の見込みはないと言われ、国民協同党との合併話にも消極的となった。またちょうどこの頃から芦田は連合国との講和において日本の中立維持は困難と見て、反共運動の必要性を強く感じるようになっていた。
国民協同党と民主党との合併が進まないうちに、1950年2月10日に民主党連立派の保利茂らが民自党に入党し、更に勢力を拡大した。民自党の拡大は民主党野党派と国民協同党との合併話を促進させた。同年3月、三木は芦田に、新党は社会主義者の一部も参加できるような幅の広いものにせねばならないが、現状では社会党右派との合同は現実的ではないと主張した。しかし芦田は三木の意見に表向き異を唱えなかったものの、新党の人材難、政治資金の不足が喫緊の問題であると見ていた。夏に迫る参院選を前に4月28日、民主党野党派と国民協同党が合併して国民民主党が結成されるが、芦田の予感は的中し、6月4日の第2回参議院議員通常選挙で国民民主党は惨敗、更なる政界再編が必要となった。

## 役職

### 歴代委員長一覧
| 代 | 委員長 | 委員長   | 在任期間                                              |
| -- | ------ | -------- | ----------------------------------------------------- |
| 1  |        | 三木武夫 | 1947年（昭和22年）6月30日 - 1950年（昭和25年）4月28日 |

### 歴代役員表
| 中央委員長 | 書記長     | 中央常任委員会議長 | 政務調査会長 |
| ---------- | ---------- | ------------------ | ------------ |
|            | 三木武夫   | 岡田勢一           | 船田享二     |
| 三木武夫   | 岡田勢一   |                    | 〃           |
| 〃         | 竹山祐太郎 |                    | 〃           |